# Цинкув (Люблінське воєводство)
Цинкув (пол. Cynków) — село в Польщі, у гміні Наленчув Пулавського повіту Люблінського воєводства.
Населення — 125 осіб (2011).

## Демографія
Демографічна структура станом на 31 березня 2011 року:
|          | Загалом | Допрацездатний вік | Працездатний вік | Постпрацездатний вік |
| -------- | ------- | ------------------ | ---------------- | -------------------- |
| Чоловіки | 50      | 15                 | 31               | 4                    |
| Жінки    | 75      | 19                 | 46               | 10                   |
| Разом    | 125     | 34                 | 77               | 14                   |